# 2609 Kiril-Metodi
A 2609 Kiril-Metodi (ideiglenes jelöléssel 1978 PB4) a Naprendszer kisbolygóövében található aszteroida. Nyikolaj Sztyepanovics Csernih,  Ljudmila Ivanovna Csernih fedezte fel 1978. augusztus 9-én.